# Donnas
Donnas ist eine italienische Gemeinde in der Autonomen Region Aostatal mit 2391 Einwohnern (Stand 31. Dezember 2023).

## Geografie
Die Gemeinde liegt am linken Ufer der Dora Baltea und besteht aus den Ortsteilen Clapey, Montey, Vert und Pramotton.
Die Nachbarorte sind: Arnad, Bard, Carema (TO), Hône, Perloz, Pont-Saint-Martin, Pontboset, Quincinetto (TO), Trausella (TO) und Traversella (TO).

## Geschichte
Während der Zeit des Faschismus trug der Ort den italianisierten Namen Dònas.

## Weinbau
Der Ort gehört zum Weinbaugebiet Aostatal. Der DOC-Rotwein wird hauptsächlich aus Nebbiolotrauben gewonnen.

## Sehenswürdigkeiten

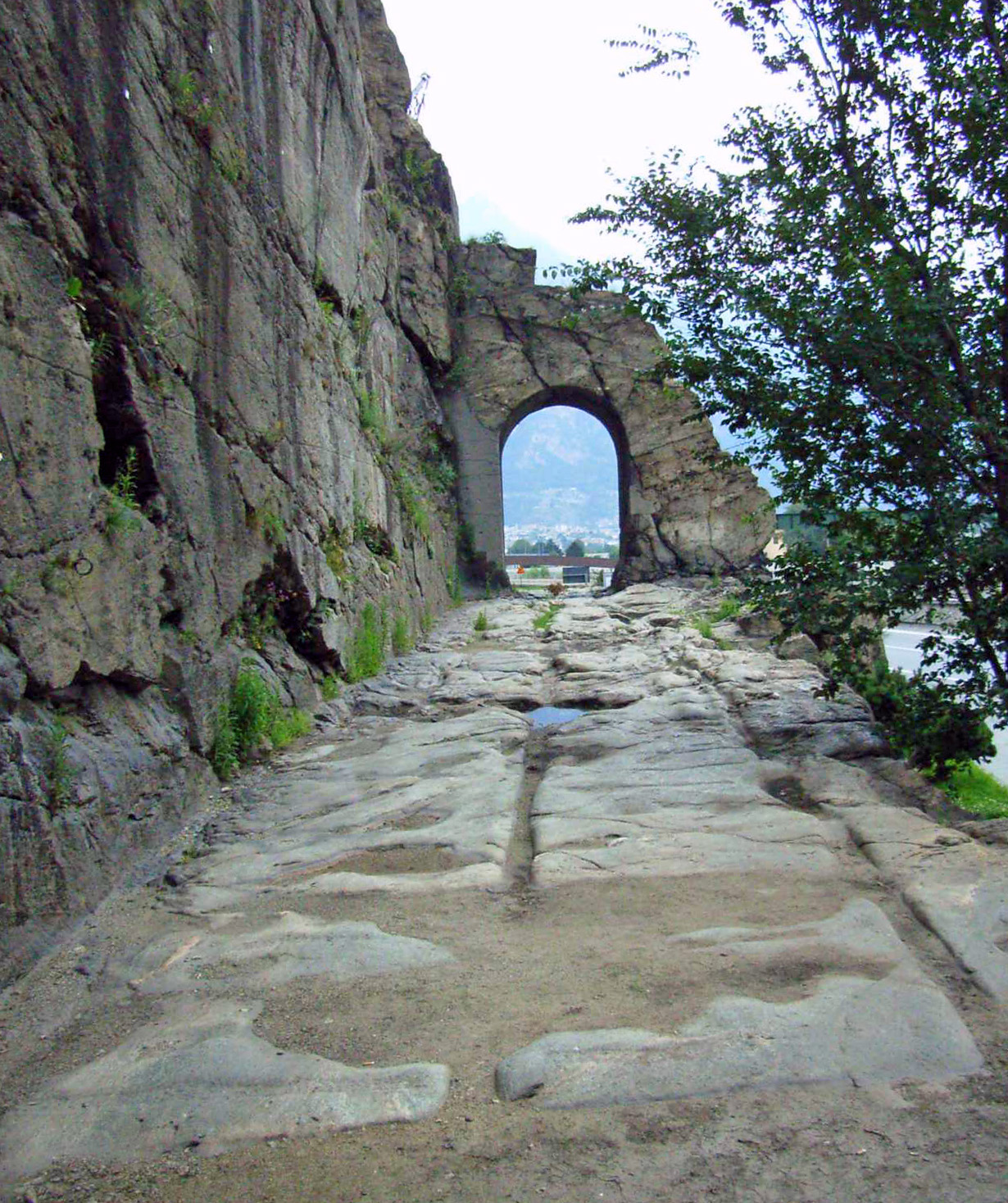
Römisches Straßenfragment bei Donnas (Aosta)

Am nördlichen Ortsausgang führt die Nationalstraße an einem denkmalgeschützten Fragment einer römischen Handelsstraße vorbei. Es ist etwa 220 m lang und wurde zur Zeit seiner Entstehung aus dem Fels geschlagen. Im felsigen Boden dieser Straße sind deutlich alte Wagenspuren sichtbar. Ferner spannt sich ein alter Felsenbogen über diese Straße und seitlich befindet sich eine Säule mit römischer Zahlen-Inschrift (XXXVI, die Entfernung zwischen Donnas und Aosta), die mit der Felswand verbunden ist. Diese Stätte ist deshalb besonders sehenswert, weil hier mit einfachen Werkzeugen große Mengen des harten Felsgestein senkrecht und gerade abgearbeitet wurden und solche Lokalitäten generell nur noch selten erhalten sind.
Der antike Verkehr zog aus dem Süden über diesen erhaltenen Straßenteil nach Augusta Praetoria Salassorum (Aosta) über die damaligen Alpenpässe des Großen und Kleinen Sankt Bernard und in umgekehrter Richtung. Zu dieser Verkehrsstraße gehört auch die noch hervorragend erhaltene römische Brücke in Pont-Saint-Martin, einem wenige Kilometer südlich gelegenen Ort sowie zwei Brückenfragmente in nördlicher Richtung von Donnas gelegen, bei Saint-Vincent und Châtillon.
In dieser Gemeinde befindet sich auch der Turm Pramotton.